# Barokní most v Dolní Moravici
Silniční most v Dolní Moravici se nachází na řece Moravici pochází pravděpodobně z 18. století a je kulturní památkou ČR.

## Popis
Barokní dvouobloukový kamenný most překlenuje řeku Moravici v km 86,350 a nachází se přibližně 50 m severovýchodně od křižovatky silnic  Horní Moravice – Malá Morávka – Malá Štáhle v obci Dolní Moravice. Valené mostní pole s kamenným návodím. Oba mostní oblouky jsou sklenuty z neopracovaného lomového kamene. Stoupající horní mostovka bez zábradlí je označována jako tzv. švédský typ. Přes most vede polní cesta. Na mostě bylo namontováno v roce 1993 novodobé řetězové zábradlí. V blízkosti mostu se nachází socha sv. Jana Nepomuckého, která je datována rokem 1751 a je kulturní památkou ČR.
Jižně od kamenného mostu je vybudován nový silniční most, kamenný most slouží pouze jako turistická stezka.